# Nemestrinus caucasicus
Nemestrinus caucasicus is een vliegensoort uit de familie van de Nemestrinidae. De wetenschappelijke naam van de soort is voor het eerst geldig gepubliceerd in 1806 door Johann Gotthelf Fischer von Waldheim.